# Théorème de plongement de Hahn
Le théorème de plongement de Hahn est un énoncé d'algèbre générale. Il caractérise les groupes abéliens totalement ordonnés comme isomorphes à un sous-groupe d'un espace réel muni de l'ordre lexicographique,. Il est nommé d'après le mathématicien autrichien Hans Hahn.

## Énoncé
Soit G un groupe abélien totalement ordonné. Alors il existe un plongement de G dans le groupe ℝΩ muni de l'ordre lexicographique, c'est-à-dire un isomorphisme croissant de G dans un sous-groupe de ℝΩ
On considère ici ℝ en tant que groupe additif des nombres réels muni de la relation d'ordre usuelle,  Ω étant l'ensemble des classes d'équivalence archimédiennes de G, et ℝΩ l'ensemble des fonctions de Ω dans ℝ dont le support est un ensemble bien ordonné.
On note 0 l'élément neutre de G. Pour tout élément g de G on notera | g | sa valeur absolue, c'est-à-dire le seul des deux éléments parmi g et -g à être supérieur à 0.
Soient deux éléments non nuls g et h de G. Alors g et h sont dits équivalents archimédiens s'il existe deux entiers naturels M et N tels que {\displaystyle N|g|>h} et {\displaystyle M|h|>g}. Intuitivement, cela signifie que ni g ni h ne sont « infinitésimaux » l'un par rapport à l’autre. 
Le groupe G est archimédien si et seulement si tous les éléments non nuls sont équivalents archimédiens. Dans ce cas Ω est un singleton, et G est isomorphe à un sous groupe de (ℝ, +).